# Rhinopias
Rhinopias è un genere di pesci d'acqua salata appartenente alla famiglia Scorpaenidae.

## Tassonomia
Comprende le seguenti specie:
- Rhinopias aphanes (Eschmeyer, 1973);
- Rhinopias argoliba (Eschmeyer, Hirosaki & Abe, 1973);
- Rhinopias cea (Randall & DiSalvo, 1997);
- Rhinopias eschemeyeri (Condé, 1977);
- Rhinopias filamentosus (Fowler, 1938);
- Rhinopias frondosa (Günther, 1892);
- Rhinopias godfreyi (Whitley, 1954);
- Rhinopias xenops (Gilbert, 1905).